# Hölzel (Glauchau)
Hölzel ist ein Ortsteil der Großen Kreisstadt Glauchau im sächsischen Landkreis Zwickau. Er gehört seit seiner Gründung zu Wernsdorf, mit dem er am 1. Januar 1993 zur Stadt Glauchau kam. Wernsdorf und Hölzel haben zusammen 926 Einwohner. Hölzel trägt den Gemeindeschlüssel 060.

## Geographie

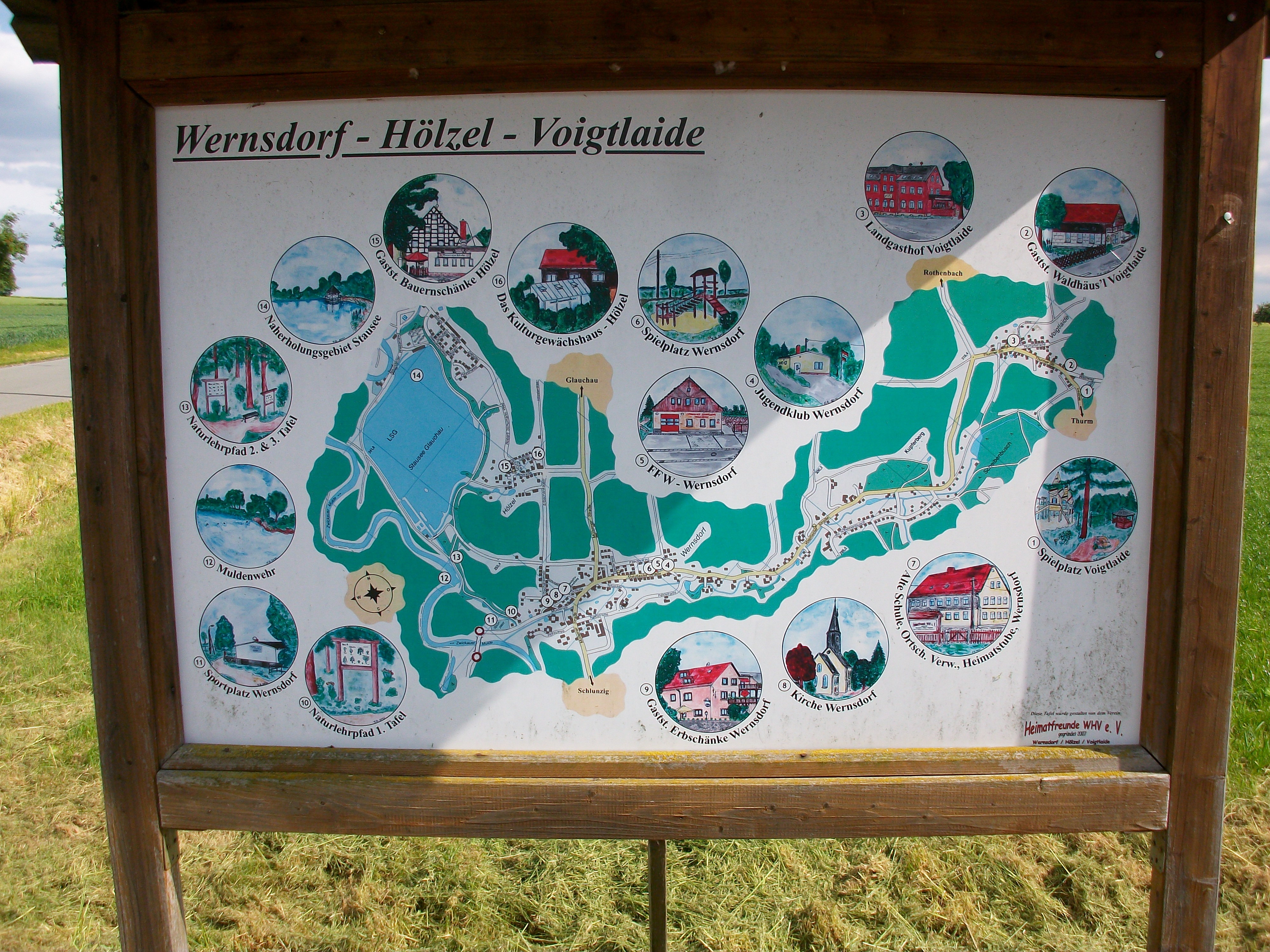
Karte der Umgebung von Wernsdorf. Südlich des Stausees (im Bild rechts) liegt Hölzel.

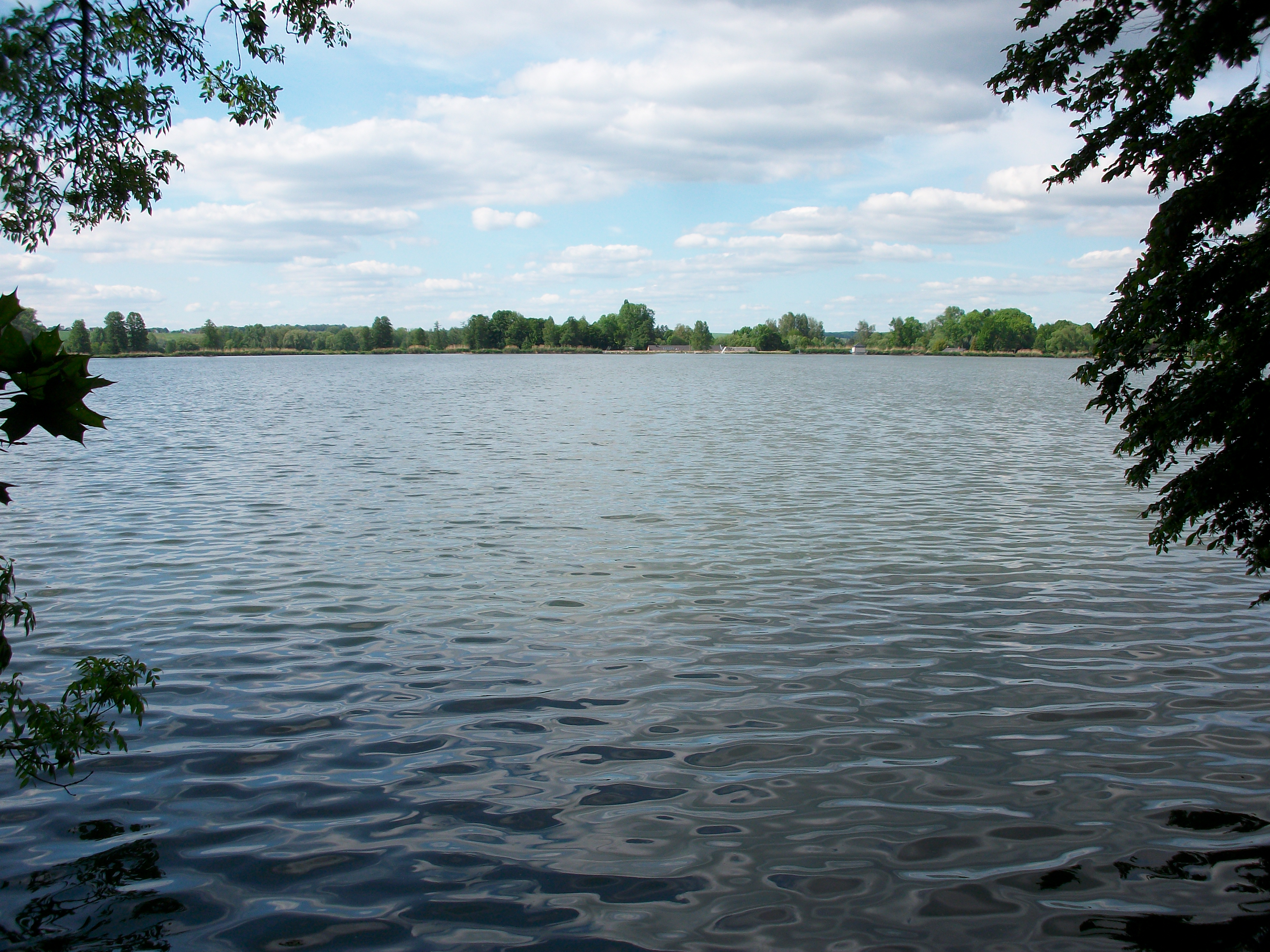
Stausee Glauchau, von Hölzel aus gesehen

### Geographische Lage und Verkehr
Hölzel liegt in der nördlichen Gemarkung von Wernsdorf südwestlich der Glauchauer Innenstadt. Direkt nördlich des Orts befindet sich der Stausee Glauchau, westlich von Hölzel befindet sich die Zwickauer Mulde.

### Nachbarorte
| Niederschindmaas | Albertsthal                                 |            |
|                  | Kompassrose, die auf Nachbargemeinden zeigt | Rothenbach |
|                  | Wernsdorf                                   |            |

## Geschichte
In den nördlichen Fluren von Wernsdorf, nahe der Wüstung Naundorf wurde im 16. Jahrhundert die Siedlung Hölzel angelegt, welche politisch wie kirchlich immer zu Wernsdorf gehörte. Erstmals erwähnt wird Hölzel 1539 mit der Bezeichnung „bey Hilbrants Holtzigen“. Weitere Nennungen sind im Höltzel (1569), Hilberts Höltzle (1607) und 1828 Hölzel. Bezüglich der Grundherrschaft gehörte Hölzel als Amtsdorf zur Herrschaft Glauchau, Amt Hinterglauchau. Nachdem auf dem Gebiet der Rezessherrschaften Schönburg im Jahr 1878 eine Verwaltungsreform durchgeführt wurde, kam Wernsdorf mit Hölzel im Jahr 1880 zur neu gegründeten sächsischen Amtshauptmannschaft Glauchau.
Durch die zweite Kreisreform in der DDR kam Hölzel als Ortsteil von Wernsdorf im Jahr 1952 zum Kreis Glauchau im Bezirk Chemnitz (1953 in Bezirk Karl-Marx-Stadt umbenannt), der 1990 als sächsischer Landkreis Glauchau fortgeführt wurde und 1994 im Landkreis Chemnitzer Land bzw. 2008 im Landkreis Zwickau aufging.
Mit der Eingemeindung von Wernsdorf mit den Ortsteilen Hölzel und Voigtlaide in die Stadt Glauchau bilden diese seit dem 1. Januar 1993 den Ortsteil Wernsdorf.

### Einwohner
| Jahr          | 1631             | 1798       | 1834 | 1871 | 1890 | 9. Mai 2011 |
| ------------- | ---------------- | ---------- | ---- | ---- | ---- | ----------- |
| Einwohnerzahl | 4 besessene Mann | 13 Häusler | 64   | 172  | 183  | 154         |